# Samuel Fosso
Pour les articles homonymes, voir Fosso.
Samuel Fosso, né le 17 juillet 1962 à Kumba, est un photographe camerouno-nigérian, représentant notoire de la photographie africaine contemporaine. Il s’est fait notamment connaître à travers ses autoportraits.
Il est détenteur de plusieurs récompenses internationales en photographie dont le prix du Prince Claus en 2001.

## Biographie
Samuel Fosso vit d’abord au Nigeria avec ses parents. À cinq ans à peine, Samuel perd sa mère et trouve refuge dans la forêt, avec ses grands-parents, tous deux Ibo, l’ethnie au centre de la guerre du Biafra. Dans sa famille, il est le seul enfant de son âge à avoir survécu. À dix ans, Samuel quitte Ebunwana Edda, son village nigérian, et ses grands-parents pour rejoindre son frère à Bangui en République centrafricaine. Il travaille dans le magasin de son oncle maternel qui est cordonnier, puis devient en 1975 apprenti chez un photographe.
Il ouvre un premier studio « Studio National » à l’âge de treize ans avec pour devise « Avec Studio National, vous serez beau, chic, délicat et facile à reconnaître ». « Studio National » deviendra « Studio Confiance » puis « Studio Convenance ». Il crée plus tard un second studio à Miskine (quartier de Bangui).
Il fuit la guerre civile le 7 janvier 2014 en Centrafrique et se réfugie à Paris. Sa maison à Bangui est pillée et ses archives sont brûlées. Plus de 15 000 négatifs et clichés ont été endommagés ou perdus. Des journalistes étrangers réussissent à sauver une partie de ses négatifs. Il réside désormais au Nigeria avec sa femme et ses quatre enfants.
Samuel Fosso est un être plutôt solitaire. « On ne peut pas redresser un vieil arbre, sinon il casse, et je n’ai pas envie d’être cassé. J’ai eu une éducation difficile, j’ai été très contrôlé, j’ai appris ce qui est bien, ce qui est mal. Mon grand-père disait : « C’est mieux de connaître son ennemi, non pour lui faire du mal, mais pour l’éviter ».  Je n’ai jamais été convoqué par la police. J’ai horreur d’être blâmé. Je recherche la paix et la tranquillité[réf. nécessaire]».

## Œuvres
Samuel Fosso commence à travailler très tôt sur l’autoportrait, une pratique artistique qui sera constamment mise en œuvre par la suite.
Lorsqu’il débute, il utilise les restes de pellicules de ses clients pour se mettre en scène dans des poses et des rôles iconoclastes. Dans les autoportraits des années 1970, il montre son attrait pour les chanteurs américains. Il s’amuse à faire le modèle dans ses autoportraits destinés à sa famille notamment sa grand-mère qui vit au Nigeria et à ses amis en sollicitant son imaginaire et en utilisant des images de magazine.
Le photographe Bernard Descamps, à la recherche de talents à exposer lors des premières Rencontres photographiques de Bamako, découvre son travail en 1993 et contribue à sa renommée. Vincent Godeau, spécialiste de la photographie africaine, relève le charme de ses photos : « Il y a, dans ses prestations pince-sans-rire, un côté spectacle de cabaret. Il a le goût du jeu. Il est excentrique, et c’est bizarre dans une société africaine qui formate l’individu plus qu’on ne le croit. ».
En 1994, les œuvres de Samuel Fosso sont présentées pour la première fois aux Rencontres de la photographie africaine de Bamako où il obtiendra le premier prix.
En 1995, il expose au festival Africa à Londres, puis à Paris, au Centre national de la photographie.
En 1997, avec Seydou Keita et Malick Sidibé qui sont maliens, Samuel Fosso est invité à Paris par les magasins Tati pour participer à sa campagne publicitaire. Sur le boulevard Rochechouart, dans le XVIIIe arrondissement, une tente studio est dressée où n’importe qui peut s’y faire photographier. C’est la photographie de rue en version africaine. Il se  dédouble à l’infini en multipliant les rôles de composition : marin, pirate, joueur de golf, garde du corps, chef africain, femme africaine libérée  ou bourgeoise fatale. Ces multiples travestissement lui permettent d’adresser des critiques aux sociétés occidentales et africaines. Une de ses œuvres intitulée Le chef (qui a vendu l’Afrique aux colons) fait explicitement allusion à l’"ex-roi" du Zaïre Mobutu. Il a toujours revendiqué une autonomie artistique sous la présidence de Bokassa. « J’utilise mon corps pour divertir, pour dire que chacun peut faire ce qu’il veut. Le monde n’a pas été construit pour un seul modèle. Mon grand-père aurait souhaité que je devienne guérisseur, comme lui, mais quand il est mort, en 1971, j’étais trop jeune pour reprendre le flambeau. Avec la photographie, je communique mes pensées. »
Sa photographie établit des liens ténus avec le continent africain. Il a aussi créé une série en hommage à Tala, un ami sénégalais tué par les militaires centrafricains (« Mémoire d’un ami », 2000). Une série est dédiée à son grand-père, Agwu Okoro, qui l’a guéri d’une paralysie partielle lorsqu’il avait 4 ans (« Le rêve de mon grand-père », 2003).
Il a participé à l’exposition d’art contemporain Africa Remix qui s’est tenue au Centre Pompidou en 2005.
Il est exposé en 2008 aux Rencontres d’Arles.
En 2008, à Paris, dans la galerie de son marchand Jean-Marc Patras, Samuel Fosso met en scène la série « African Spirits ». Devant l’objectif de son Hasselblad (numérique), il emprunte plusieurs identités : celles des grands leaders des Indépendances Africaines, du Mouvement des Droits Civiques aux États-Unis : Angela Davis, Martin Luther King, Patrice Lumumba, Mohamed Ali, Haïlé Sélassié Ier, Malcolm X, Tommie Smith, Léopold Sedar Senghor, Kwame Nkrumah... Cette série comporte 14 portraits en noir et blanc, assez guindés, très classiques, style Harcourt.
« Comme dans toutes mes œuvres, je suis à la fois le personnage et le metteur en scène. Je ne me mets pas moi-même dans les photographies : mon travail est basé sur des situations spécifiques et des personnages avec qui je suis familier, des choses que je désire, que j ’élabore dans mon imagination et, qu’ensuite j’interprète. (...) Je porte la vie des autres, ce n’est pas du déguisement, c’est l’histoire du malheur et de la souffrance. J’ai voulu commémorer ceux qui ont lutté pour les droits des Noirs, ceux qui ont eu le courage d’affronter l’avenir. Je l’ai fait pour que leur image ne soit pas oubliée, et qu’ils entrent dans l’histoire visuelle de l’Afrique à travers ma propre image. » précise Samuel Fosso.
Il excelle dans la maîtrise de la métamorphose et du déguisement sur un ton décalé et un esthétisme très étudié. À la manière de la photographe Claude Cahun, Samuel Fosso se met en scène et dévoie les codes du théâtre pour présenter une création unique éloignée sur le fond et la forme de la production africaine contemporaine.
Le choix formel de l’autoportrait peut présenter des contradictions selon les représentations en prenant des dimensions et des formes diverses. Le singulier traduit en fait du collectif. Samuel Fosso passe de cette pseudo-affirmation de soi à la domination d’un « nous ».
Les autoportraits de Samuel Fosso sont présents dans les collections des plus grands musées du monde :  la Tate Modern à Londres, le Centre Georges Pompidou et le musée du Quai Branly, à Paris.
Sa série « L'empereur d'Afrique » a été présentée en 2013 à la troisième édition de Lagos photo, un festival annuel qui rassemble de grands noms de la photographie. Cinq autoportraits de lui travesti en Mao Tse-Toung permettent de s’interroger sur les relations entre la Chine et l’Afrique.
En 2014, Samuel Fosso expose à la Fondation Zinsou de Cotonou. La Maison européenne de la photographie lui consacre une rétrospective en 2021.

## Expositions personnelles
Liste non exhaustive
- 1998 : Scènes de la séduction, Rencontres d’Arles
- 2014 : The spirits of Samuel Fosso, The Walther Collection, New York[9]
- 2017 : Samuel Fosso: Self-Portraits, National Portrait Gallery, Londres[10]
- 2021 : Samuel Fosso, rétrospective, Maison européenne de la photographie, Paris, du 10 novembre 2021 au 13 mars 2022[8]

## Prix et récompenses
- 1994 : rencontres de la Photographie, Bamako, Mali
- 1995 : prix Afrique en Créations
- 2000 : premier prix au Dak’Art - Biennale de l’Art Africain Contemporain, Dakar, Sénégal
- 2001 : prix du Prince Claus aux Pays-Bas
- 2010 : premier Prix aux Visual Arts Prins Bernhard Cultuurfonds
- 2018 : ICP Infinity Award (catégorie Art), New York, USA
- 2018 : Prix PHotoESPAÑA, Madrid, Espagne
- 2023 : Prix de la Deutsche Börse Photography Foundation[11]

## Collections publiques
Liste non exhaustive
- Fondation d'entreprise Louis-Vuitton, Paris[12]
- Maison européenne de la Photographie, Paris
- Tate Modern, Londres
- Centre Georges Pompidou, Paris
- Musée du Quai Branly - Jacques-Chirac, Paris.

## Distinction
- Officier de l'ordre des Arts et des Lettres (2019)[13]